# Trường Xuân
Trường Xuân (giản thể: 长春市; phồn thể: 長春市; bính âm: Chángchūn Shì) là thủ phủ và là thành phố lớn nhất ở tỉnh Cát Lâm, Trung Quốc. Nằm ở trung tâm bình nguyên Đông Bắc, Trường Xuân được quản lý như một thành phố trực thuộc tỉnh, bao gồm 7 quận, 1 huyện và 2 thành phố cấp huyện. Trường Xuân có diện tích 24.734 km² (vùng đô thị có diện tích 1.855 km²). Theo điều tra dân số năm 2010 của Trung Quốc, Trường Xuân có tổng dân số 7.674.439 thuộc thẩm quyền của mình; đến năm 2020, toàn thành phố có 9.066.906 người, mật độ dân số đạt 370 người/km². Có 5.691.024 người sống trong vùng nội thành. Khu vực tàu điện ngầm của thành phố, bao gồm 5 quận và 4 khu vực phát triển, có dân số 3.815.270 trong năm 2010, do các quận Song Dương và Cửu Đài chưa được đô thị hóa. Đây là một trong những thành phố lớn nhất ở Đông Bắc Trung Quốc, cùng với Thẩm Dương, Đại Liên và Cáp Nhĩ Tân.
Từ năm 1932 đến năm 1945, Trường Xuân được người Nhật đổi tên thành Tân Kinh (tiếng Trung: 新京; bính âm: Xīnjīng; nghĩa đen 'Thủ đô mới') và trở thành thủ đô của Mãn Châu Quốc - một chính phủ bù nhìn của đế quốc Nhật Bản. Sau khi chính quyền Cộng hòa Nhân dân Trung Hoa được thành lập vào năm 1949, Trường Xuân được chọn làm thủ phủ của tỉnh Cát Lâm vào năm 1954.
Được biết đến ở địa phương là "Thành phố ô tô" của Trung Quốc, Trường Xuân là một cơ sở công nghiệp quan trọng, tập trung đặc biệt vào lĩnh vực ô tô. Do vai trò chính của nó trong ngành công nghiệp ô tô trong nước, đôi khi Trường Xuân được gọi là "Detroit của Trung Quốc". Ngoài khía cạnh công nghiệp này, Trường Xuân còn là một trong bốn "Thành phố vườn quốc gia" do Bộ Xây dựng trao tặng năm 2001 do tỷ lệ phủ xanh đô thị cao.

## Lịch sử
Trường Xuân là một thành phố trẻ với chỉ 200 năm lịch sử. Trường Xuân bắt đầu là một thị trấn buôn bán nhỏ. Vào cuối thế kỷ 18, nông dân từ các tỉnh đông dân như Sơn Đông và Hà Bắc bắt đầu định cư trong khu vực. Năm 1800, hoàng đế nhà Thanh là Gia Khánh đã chọn một ngôi làng nhỏ ở bờ đông sông Y Thông (Yitong) và đặt tên nó là "Dinh Trường Xuân", và năm 1889, nó được đổi thành "Phủ Trường Xuân". 　
Thời kỳ Mãn Châu quốc (1932-1945), Trường Xuân được chọn làm thủ đô và được gọi là Tân Kinh.
Vào ngày 20 tháng 8 năm 1945, thành phố đã bị Hồng quân Liên Xô chiếm giữ. Người Nga duy trì sự hiện diện trong thành phố trong cuộc nội chiến Trung Quốc cho đến năm 1946.
Lực lượng Quốc dân đảng chiếm thành phố vào năm 1946, nhưng không thể giữ được vùng nông thôn chống lại Đảng Cộng sản Trung Quốc. Thành phố rơi vào tay những người cộng sản vào năm 1948 sau cuộc bao vây kéo dài năm tháng của Quân đội Giải phóng Nhân dân Trung Quốc. Từ 10 đến 30 phần trăm dân số bị chết đói dưới sự bao vây; ước tính dao động từ 150.000 đến 330.000. Kể từ năm 2015, chính phủ Trung Quốc tránh tất cả những đề cập đến cuộc bao vây lịch sử này.
Được đổi tên thành Trường Xuân bởi chính phủ Cộng hòa Nhân dân Trung Hoa, nó trở thành thủ phủ của Cát Lâm vào năm 1954. Hãng phim Trường Xuân cũng là một trong những hãng phim còn lại của thời đại. Liên hoan phim Trường Xuân đã trở thành một dạ tiệc độc đáo cho ngành công nghiệp điện ảnh từ năm 1992.
Từ những năm 1950, Trường Xuân được chỉ định trở thành trung tâm cho ngành công nghiệp ô tô của Trung Quốc. Việc xây dựng các công trình ô tô đầu tiên (FAW) bắt đầu vào năm 1953 và việc sản xuất xe tải Jiefang CA-10, dựa trên ZIS-150 của Liên Xô bắt đầu vào năm 1956. Liên Xô cho vay hỗ trợ trong những năm đầu, cung cấp hỗ trợ kỹ thuật, dụng cụ và máy móc sản xuất. Năm 1958, FAW đã giới thiệu chiếc limousine Hongqi (Cờ Đỏ) nổi tiếng. Loạt xe này được coi là "chiếc xe chính thức cho các quan chức cấp bộ trưởng".
Trường Xuân tổ chức Đại hội thể thao mùa đông châu Á 2007.

## Kinh tế

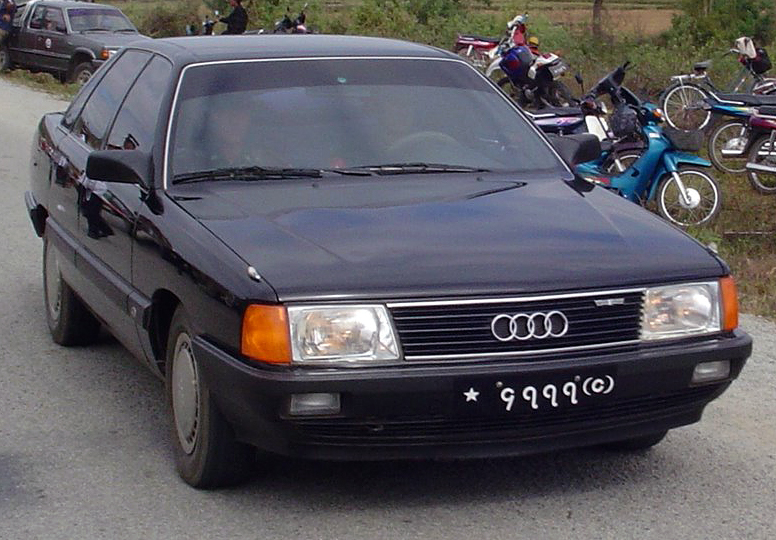
Audi 100, được sản xuất bởi FAW

Trường Xuân đã đạt được tổng sản phẩm quốc nội (GDP) là 9,9 tỷ nhân dân tệ (CHY) vào năm 2010, tăng 15,3% so với năm trước. Sản lượng công nghiệp sơ cấp tăng 3,3% lên 25,27 tỷ CHY. Sản lượng công nghiệp thứ cấp tăng 19,0%, đạt 17,99 tỷ CHY, trong khi sản lượng của ngành cấp ba tăng 12,6% lên 135,64 tỷ CHY. GDP bình quân đầu người của Trường Xuân là ¥ 58.691 vào năm 2012, tương đương với $ 9338. GDP của Trường Xuân năm 2012 là 450,66 tỷ CHY và tăng 12,0% so với năm 2011. Ngành công nghiệp chính tăng 4,3% lên 31,71 tỷ CHY. Công nghiệp thứ cấp tăng 22,19 tỷ CHY, tăng 13,1% so với năm trước. Ngành công nghiệp đại học của Trường Xuân năm 2012 đã tăng 11,8% và tăng thêm 184,76 tỷ CHY.
Các ngành công nghiệp hàng đầu của thành phố là sản xuất ô tô, chế biến nông sản, dược phẩm sinh học, điện tử hình ảnh, vật liệu xây dựng và công nghiệp năng lượng. Trường Xuân là trung tâm sản xuất, nghiên cứu và phát triển ô tô lớn nhất Trung Quốc, sản xuất 9% ô tô của đất nước này vào năm 2009. Trường Xuân là nhà sản xuất xe hơi lớn nhất của Trung Quốc FAW (First Cars Works), nơi sản xuất xe tải và xe hơi đầu tiên của Trung Quốc vào năm 1956 Các nhà máy của nhà sản xuất ô tô và nhà ở và dịch vụ liên quan chiếm một phần đáng kể ở phía tây nam của thành phố. Các thương hiệu cụ thể được sản xuất tại Trường Xuân bao gồm thương hiệu xa xỉ Red Flag, cũng như liên doanh với Audi, Volkswagen và Toyota. Năm 2012, FAW đã bán được 2,65 triệu chiếc ô tô. Doanh thu bán hàng của FAW lên tới 408,46 tỷ RMB, tăng 10,8% mỗi năm. Là cái nôi của ngành công nghiệp ô tô, một trong những biệt danh nổi tiếng hơn của Trường Xuân là "Detroit của Trung Quốc".
Sản xuất các phương tiện giao thông và máy móc cũng là một trong những ngành công nghiệp chính của Trường Xuân. 50 phần trăm các chuyến tàu chở khách của Trung Quốc và 10 phần trăm máy kéo được sản xuất tại Trường Xuân. Phương tiện đường sắt Trường Xuân, một trong những chi nhánh chính của Tập đoàn CNR Trung Quốc, có một liên doanh được thành lập với Bombardier Transport để chế tạo xe điện ngầm Movia cho Tàu điện ngầm Quảng Châu và Tàu điện ngầm Thượng Hải, và Tàu điện ngầm Thiên Tân.
Đầu tư trực tiếp nước ngoài vào thành phố là 3,68 tỷ USD vào năm 2012, tăng 19,6% so với năm trước. Năm 2004, Coca-Cola đã thành lập một nhà máy đóng chai tại ETDZ của thành phố với khoản đầu tư 20 triệu đô la Mỹ.
Trường Xuân tổ chức Hội chợ ô tô quốc tế Trường Xuân hàng năm, Liên hoan phim Trường Xuân, Hội chợ nông nghiệp Trường Xuân, Triển lãm giáo dục và Triển lãm điêu khắc.
CRRC sản xuất hầu hết các toa tàu cao tốc tại nhà máy của nó ở Trường Xuân. Vào tháng 11 năm 2016, CRCC Changchun đã tiết lộ những toa tàu cao tốc đầu tiên trên thế giới có bến tàu ngủ, do đó mở rộng sử dụng cho các lối đi qua đêm trên khắp Trung Quốc. Chúng sẽ có khả năng chạy trong môi trường nhiệt độ cực thấp. Có biệt danh Panda, tàu cao tốc mới có khả năng chạy ở tốc độ 250 km/h, hoạt động ở nhiệt độ -40 độ C, có các trung tâm Wi-Fi và chứa các bến ngủ có thể gập vào ghế trong ngày.
Các công ty lớn khác ở Trường Xuân bao gồm:
- Tập đoàn Yatai, được thành lập năm 1993 và niêm yết tại Sở giao dịch chứng khoán Thượng Hải năm 1995. Nó đã phát triển thành một tập đoàn lớn liên quan đến một loạt các ngành công nghiệp bao gồm phát triển tài sản, sản xuất xi măng, chứng khoán, khai thác than, dược phẩm và thương mại.
- Tập đoàn Ngũ cốc Cát Lâm, một bộ xử lý chính của ngũ cốc.

## Địa lý

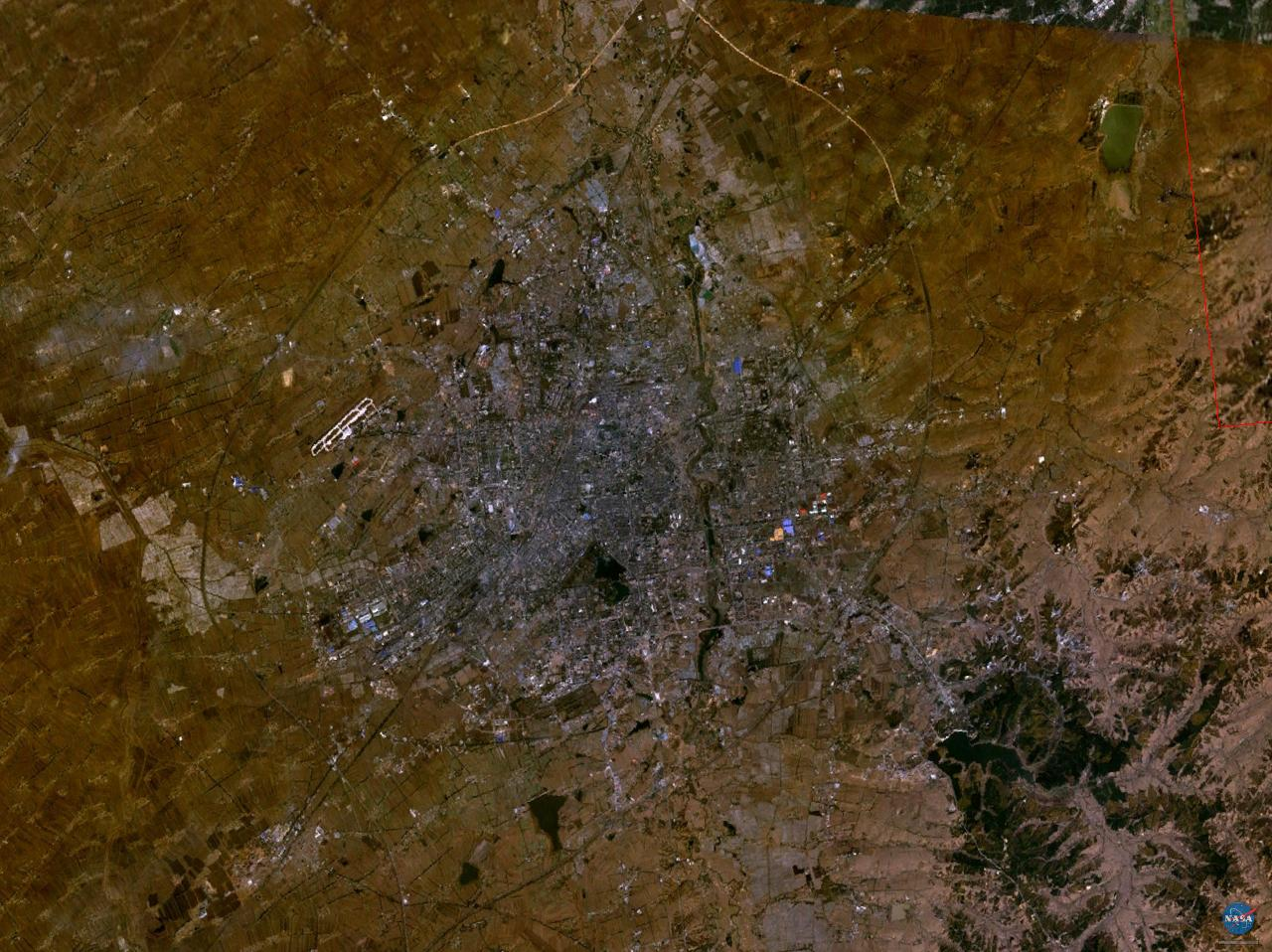
Trường Xuân và vùng phụ cận, ảnh chụp bởi NASA, 2005-05-18

Trường Xuân nằm ở phần giữa của bình nguyên Đông Bắc Trung Quốc. Khu vực đô thị của nó nằm ở vĩ độ 43°05′ − 45°15 B và kinh độ 124 ° 18′ − 127 ° 02 'Đ. Tổng diện tích của đô thị Trường Xuân là 20.571 km2 (7.943 dặm vuông), bao gồm các khu vực tàu điện ngầm là 2.583 km vuông (997 dặm vuông), và diện tích thành phố là 159 km2 (61 dặm vuông). Thành phố nằm ở độ cao vừa phải, dao động từ 250 đến 350 mét (820 đến 1.150 ft) trong khu vực hành chính của nó. Ở phần phía đông của thành phố, có một khu vực nhỏ của những ngọn núi thấp, với Núi Laodaodong, có độ cao 711 mét, là cao nhất. Thành phố cũng nằm ở điểm giao thoa của cầu thứ ba phía đông "Cầu Âu-Á" về phía đông. Quận Trường Xuân nằm rải rác với 222 sông hồ. Sông Yitong, một nhánh nhỏ của sông Tùng Hoa, chảy qua thành phố.

### Khí hậu
Trường Xuân có khí hậu lục địa ẩm ướt bốn mùa, chịu ảnh hưởng của gió mùa (Köppen Dwa). Mùa đông kéo dài (kéo dài từ tháng 11 đến tháng 3), lạnh và lộng gió, nhưng khô, do ảnh hưởng của áp cao Siberia, với nhiệt độ trung bình tháng 1 là −14,7 °C (5,5 °F). Mùa xuân và mùa thu là những giai đoạn chuyển tiếp ngắn, với một số lượng mưa, nhưng thường khô và có gió. Mùa hè nóng và ẩm, với gió đông nam thịnh hành do gió mùa Đông Á; Tháng 7 nhiệt độ trung bình là 23,2 °C (73,8 °F). Tuyết thường ít trong mùa đông và lượng mưa hàng năm tập trung nhiều từ tháng 6 đến tháng 8. Với phần trăm ánh nắng mặt trời hàng tháng có thể dao động từ 47 phần trăm trong tháng 7 đến 66 phần trăm trong tháng một và tháng hai, một năm điển hình sẽ thấy khoảng 2.617 giờ nắng và thời gian không có sương giá từ 140 đến 150 ngày. Nhiệt độ cực hạn đã dao động từ −33,0 °C (−27 °F) đến 35,7 °C (96 °F).
| Dữ liệu khí hậu của Changchun (1981–2010 normals, extremes 1951–2018)                                   | Dữ liệu khí hậu của Changchun (1981–2010 normals, extremes 1951–2018) | Dữ liệu khí hậu của Changchun (1981–2010 normals, extremes 1951–2018) | Dữ liệu khí hậu của Changchun (1981–2010 normals, extremes 1951–2018) | Dữ liệu khí hậu của Changchun (1981–2010 normals, extremes 1951–2018) | Dữ liệu khí hậu của Changchun (1981–2010 normals, extremes 1951–2018) | Dữ liệu khí hậu của Changchun (1981–2010 normals, extremes 1951–2018) | Dữ liệu khí hậu của Changchun (1981–2010 normals, extremes 1951–2018) | Dữ liệu khí hậu của Changchun (1981–2010 normals, extremes 1951–2018) | Dữ liệu khí hậu của Changchun (1981–2010 normals, extremes 1951–2018) | Dữ liệu khí hậu của Changchun (1981–2010 normals, extremes 1951–2018) | Dữ liệu khí hậu của Changchun (1981–2010 normals, extremes 1951–2018) | Dữ liệu khí hậu của Changchun (1981–2010 normals, extremes 1951–2018) | Dữ liệu khí hậu của Changchun (1981–2010 normals, extremes 1951–2018) |
| Tháng                                                                                                   | 1                                                                     | 2                                                                     | 3                                                                     | 4                                                                     | 5                                                                     | 6                                                                     | 7                                                                     | 8                                                                     | 9                                                                     | 10                                                                    | 11                                                                    | 12                                                                    | Năm                                                                   |
| --- | --------------------------------------------------------------------- | --------------------------------------------------------------------- | --------------------------------------------------------------------- | --------------------------------------------------------------------- | --------------------------------------------------------------------- | --------------------------------------------------------------------- | --------------------------------------------------------------------- | --------------------------------------------------------------------- | --------------------------------------------------------------------- | --------------------------------------------------------------------- | --------------------------------------------------------------------- | --------------------------------------------------------------------- | --------------------------------------------------------------------- |
| Cao kỉ lục °C (°F)                                                                                      | 4.6 (40.3)                                                            | 14.5 (58.1)                                                           | 23.4 (74.1)                                                           | 31.9 (89.4)                                                           | 35.2 (95.4)                                                           | 36.7 (98.1)                                                           | 38.0 (100.4)                                                          | 35.6 (96.1)                                                           | 30.6 (87.1)                                                           | 27.8 (82.0)                                                           | 20.7 (69.3)                                                           | 11.7 (53.1)                                                           | 38.0 (100.4)                                                          |
| Trung bình ngày tối đa °C (°F)                                                                          | −9.6 (14.7)                                                           | −4.2 (24.4)                                                           | 4.0 (39.2)                                                            | 14.5 (58.1)                                                           | 21.7 (71.1)                                                           | 26.4 (79.5)                                                           | 27.5 (81.5)                                                           | 26.7 (80.1)                                                           | 21.8 (71.2)                                                           | 13.5 (56.3)                                                           | 1.7 (35.1)                                                            | −6.7 (19.9)                                                           | 11.4 (52.6)                                                           |
| Trung bình ngày °C (°F)                                                                                 | −14.7 (5.5)                                                           | −9.8 (14.4)                                                           | −1.6 (29.1)                                                           | 8.5 (47.3)                                                            | 15.8 (60.4)                                                           | 21.1 (70.0)                                                           | 23.2 (73.8)                                                           | 22.1 (71.8)                                                           | 16.0 (60.8)                                                           | 7.7 (45.9)                                                            | −3.2 (26.2)                                                           | −11.6 (11.1)                                                          | 6.1 (43.0)                                                            |
| Tối thiểu trung bình ngày °C (°F)                                                                       | −19.0 (−2.2)                                                          | −14.6 (5.7)                                                           | −6.7 (19.9)                                                           | 2.8 (37.0)                                                            | 10.1 (50.2)                                                           | 16.0 (60.8)                                                           | 19.3 (66.7)                                                           | 17.9 (64.2)                                                           | 10.8 (51.4)                                                           | 2.7 (36.9)                                                            | −7.4 (18.7)                                                           | −15.7 (3.7)                                                           | 1.3 (34.4)                                                            |
| Thấp kỉ lục °C (°F)                                                                                     | −36.5 (−33.7)                                                         | −31.9 (−25.4)                                                         | −27.7 (−17.9)                                                         | −12.2 (10.0)                                                          | −3.4 (25.9)                                                           | 4.5 (40.1)                                                            | 11.1 (52.0)                                                           | 3.9 (39.0)                                                            | −3.7 (25.3)                                                           | −13.4 (7.9)                                                           | −24.7 (−12.5)                                                         | −33.2 (−27.8)                                                         | −36.5 (−33.7)                                                         |
| Lượng Giáng thủy trung bình mm (inches)                                                                 | 3.9 (0.15)                                                            | 4.6 (0.18)                                                            | 13.2 (0.52)                                                           | 24.1 (0.95)                                                           | 48.7 (1.92)                                                           | 92.7 (3.65)                                                           | 169.3 (6.67)                                                          | 135.0 (5.31)                                                          | 43.8 (1.72)                                                           | 22.2 (0.87)                                                           | 13.7 (0.54)                                                           | 6.1 (0.24)                                                            | 577.3 (22.72)                                                         |
| Số ngày giáng thủy trung bình (≥ 0.1 mm)                                                                | 4.6                                                                   | 4.5                                                                   | 5.9                                                                   | 6.7                                                                   | 10.2                                                                  | 13.0                                                                  | 15.1                                                                  | 12.1                                                                  | 7.9                                                                   | 6.0                                                                   | 5.7                                                                   | 6.1                                                                   | 97.8                                                                  |
| Độ ẩm tương đối trung bình (%)                                                                          | 66                                                                    | 58                                                                    | 51                                                                    | 47                                                                    | 50                                                                    | 62                                                                    | 78                                                                    | 77                                                                    | 67                                                                    | 59                                                                    | 62                                                                    | 66                                                                    | 62                                                                    |
| Số giờ nắng trung bình tháng                                                                            | 179.9                                                                 | 196.3                                                                 | 234.7                                                                 | 235.3                                                                 | 258.4                                                                 | 248.9                                                                 | 213.2                                                                 | 230.0                                                                 | 237.1                                                                 | 215.1                                                                 | 172.4                                                                 | 159.9                                                                 | 2.581,2                                                               |
| Phần trăm nắng có thể                                                                                   | 66                                                                    | 66                                                                    | 65                                                                    | 60                                                                    | 58                                                                    | 54                                                                    | 47                                                                    | 54                                                                    | 63                                                                    | 63                                                                    | 60                                                                    | 60                                                                    | 59                                                                    |
| Chỉ số tia cực tím trung bình                                                                           | 1                                                                     | 2                                                                     | 3                                                                     | 5                                                                     | 6                                                                     | 7                                                                     | 8                                                                     | 8                                                                     | 5                                                                     | 3                                                                     | 1                                                                     | 1                                                                     | 4                                                                     |
| Nguồn 1: China Meteorological Administration (precipitation days and sunshine 1971–2000), Weather China |                                                                       |                                                                       |                                                                       |                                                                       |                                                                       |                                                                       |                                                                       |                                                                       |                                                                       |                                                                       |                                                                       |                                                                       |                                                                       |
| Nguồn 2: Weather Atlas                                                                                  |                                                                       |                                                                       |                                                                       |                                                                       |                                                                       |                                                                       |                                                                       |                                                                       |                                                                       |                                                                       |                                                                       |                                                                       |                                                                       |

## Cơ sở hạ tầng
Trường Xuân là một thành phố rất nhỏ gọn, được người Nhật lên kế hoạch với bố cục các đại lộ mở và quảng trường công cộng. Thành phố đang phát triển bố cục của mình trong một nỗ lực dài hạn để giảm bớt áp lực đối với đất đai hạn chế, hỗ trợ phát triển kinh tế và thúc đẩy gia tăng dân số. Theo kế hoạch dự thảo đến năm 2020, khu vực trung tâm thành phố sẽ mở rộng về phía nam để hình thành một trung tâm thành phố mới xung quanh Công viên Điêu khắc Thế giới Trường Xuân, Quảng trường Weashing và vùng ngoại ô của nó, và khu vực phát triển mới.

### Đường sắt

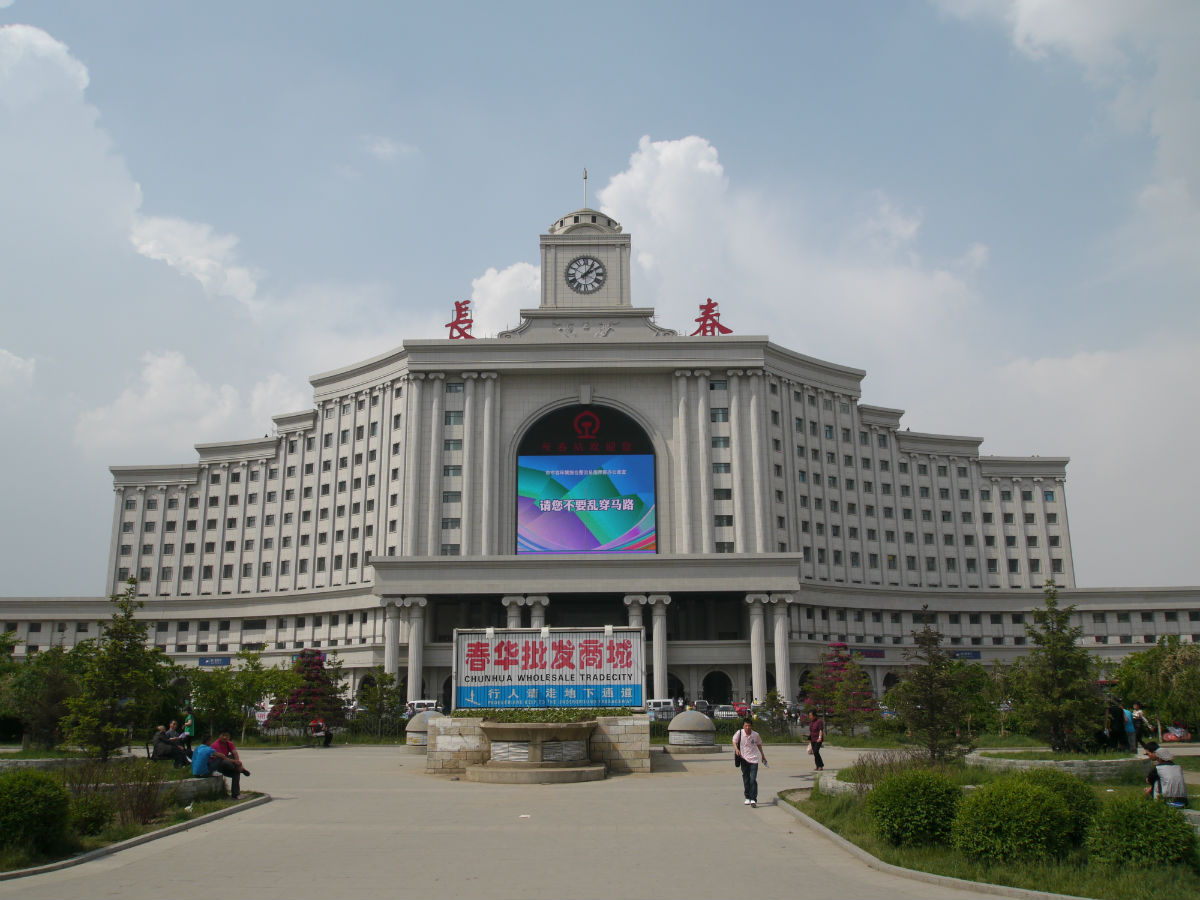
Ga đường sắt Trường Xuân

Trường Xuân có ba ga đường sắt chở khách, hầu hết các chuyến tàu chỉ dừng ở ga đường sắt trung tâm Trường Xuân (giản thể: 长春站; phồn thể: 長春站), nơi có nhiều chuyến khởi hành hàng ngày đến các thành phố đông bắc khác như Cát Lâm, Cáp Nhĩ Tân, Thẩm Dương, và Đại Liên, cũng như các thành phố lớn khác trong cả nước như Bắc Kinh, Thượng Hải và Quảng Châu. Ga đường sắt mới Trường Xuân Tây, nằm ở cuối phía tây của khu vực đô thị hóa, là ga dành cho tàu cao tốc của tuyến đường sắt cao tốc Cáp Nhĩ Tân-Đại Liên.

### Giao thông công cộng
Tàu điện ngầm Trường Xuân là một dịch vụ vận chuyển đường sắt đô thị của Trường Xuân. Tuyến đầu tiên của nó được khai trương vào ngày 30 tháng 10 năm 2002, đưa Trường Xuân trở thành thành phố đô thị thứ năm ở Trung Quốc để mở đường sắt.
Đến tháng 11 năm 2018, có 5 tuyến ở Trường Xuân, bao gồm Tuyến 1, Tuyến 2, Tuyến 3, Tuyến 4 và Tuyến 8. Tuyến đường sắt Trường Xuân dài khoảng 100,17 km.
Đến tháng 9 năm 2019, có 4 tuyến Đường sắt Trường Xuân đang được xây dựng, bao gồm Tuyến 6 và Tuyến 9, cũng như Tuyến 2 Mở rộng phía Tây và Tuyến 3 phía Đông. Đến năm 2025, mạng lưới vận chuyển đường sắt Trường Xuân sẽ bao gồm 10 tuyến với tổng chiều dài 341,62 km.
Vào tháng 9 năm 2019, lượng hành khách trung bình hàng ngày của tàu điện ngầm đạt 680.400 người và lượng hành khách tối đa hàng ngày của mạng lưới tuyến là 830.500 người vào ngày 13 tháng 11 năm 2019. Tổng khối lượng hành khách ước tính trong năm 2019 là khoảng 168 triệu người.

### Mạng lưới đường bộ
Trường Xuân được liên kết với mạng lưới đường cao tốc quốc gia thông qua Đường cao tốc Bắc Kinh - Cáp Nhĩ Tân (G1), Đường cao tốc Ulan Hot - Trường Xuân - Cát Lâm - Hồn Xuân (G12), Đường cao tốc Trường Xuân - Thâm Quyến (G25), Đường cao tốc Trường Xuân - Phủ Tùng (S26) và Đoạn đường nhộn nhịp nhất trong tỉnh, Đường cao tốc phía Bắc Trường Xuân. Phần này kết nối hai thành phố lớn nhất ở Cát Lâm và là đường trục chính cho giao tiếp kinh tế và xã hội của hai thành phố.
Trường Xuân được phục vụ bởi một hệ thống xe buýt toàn diện, hầu hết các xe buýt (và xe điện) đều tính phí 1 nhân dân tệ (元) mỗi chuyến. Ô tô tư nhân đang trở nên rất phổ biến trên các con đường tắc nghẽn của thành phố. Xe đạp là tương đối hiếm so với các thành phố phía đông bắc Trung Quốc khác, nhưng xe đạp điện là tương đối phổ biến.

### Đường hàng không
Sân bay quốc tế Long Gia Trường Xuân nằm cách 31,2 km (19,4 dặm) về phía đông bắc của khu đô thị Trường Xuân. Việc xây dựng sân bay bắt đầu vào năm 1998, và dự định thay thế Sân bay Dafangshen cũ, được xây dựng vào năm 1941. Sân bay mở cửa phục vụ hành khách vào ngày 27 tháng 8 năm 2005. Hoạt động của sân bay được chia sẻ bởi cả Trường Xuân và thành phố Cát Lâm gần đó. Sân bay đã lên lịch các chuyến bay đến các thành phố lớn bao gồm Bắc Kinh, Thượng Hải, Quảng Châu, Thâm Quyến, Thành Đô và 68 thành phố khác. Ngoài ra còn có các chuyến bay quốc tế theo lịch trình giữa Trường Xuân và các thành phố ở nước ngoài như Bangkok, Osaka, Khabarovsk, Singapore, Tokyo và Vladivostok.

## Các đơn vị hành chính
Trường Xuân có 11 đơn vị hành chính cấp huyện, bao gồm 7 quận, 3 thành phố cấp huyện và 1 huyện.
- Quận: Nam Quan (南关区), Khoan Thành (宽城区), Triều Dương (朝阳区), Nhị Đạo (二道区), Lục Viên (绿园区), Song Dương (双阳区), Cửu Đài (九台区).
- Thành phố cấp huyện: Du Thụ (榆树市), Đức Huệ (德惠市), Công Chúa Lĩnh (公主岭市)
- Huyện: Nông An (农安县)

## Các trường đại học
- Đại học Cát Lâm
- Đại học Sư phạm Đông Bắc

## Thành phố kết nghĩa
- Birmingham, Vương quốc Anh
- Novi Sad, Serbia
- Québec, Québec, Canada
- Ulsan, Hàn Quốc